# 宮田又鉱山
宮田又鉱山（みやたまたこうざん）は、秋田県仙北郡協和村荒川（現・大仙市協和荒川牛沢又沢）に存在した銅山。中小規模の鉱山であったため、他地域の鉱山と比べて、地域社会との共有が図られた理想的な開発がなされた。断層が多く、湧水が沸き易い性質であったため、その採掘は多くの困難を伴った。旧荒川鉱山の北に接し、鍋倉山(530m)の西側を貫く宮田又沢の上流、芦倉沢とその支流、大鍋倉沢の流域に及んでいた。鉱山事務所は奥羽線羽後境駅から約12kmの専用森林鉄道で連絡をしていた。本鉱山の歴史については新旧『秋田県鉱山誌』や進藤孝一の『宮田又鉱山誌』に詳しい。

## 沿革
1722年（享保7年）に畑鉱山の落盤によって職を失った鉱夫を救うため、地元の鉱山取り締まり役の多治兵ェ門により発見された。1737年（元文2年）に宮田銅山として稼業開始する。その後享和年間以降は、鍋倉鉱山として久保田藩の直山となるが、採掘結果は芳しくなく、以後長い間放置されることになる。
1868年（明治元年）になり、境村（現大仙市協和境）にある唐松神社の神主であった物部長之鵜飼により、再開発されるも、死去に伴い、1888年（明治21年）から石川県金沢市にあった横山鉱業部に経営権が譲渡された。しかし、坑内水の問題や銅の価格変動のため、1934年（昭和9年）に、横山鉱業部が山を放棄。新たに宮田又鉱山株式会社が権利を獲得するも、採掘の困難さから次第に経営難に陥る。そこに当時、日本軍の海外出兵に伴う軍需物資需要の増加から、増産を図りたい帝国鉱山開発株式会社が目をつけ、1939年（昭和14年）に買収が成立し、最新設備が導入されると共に、近くの荒川鉱山が閉山した事による人員の流入もあり、全盛期を迎える。
戦後、GHQの財閥の解体指令により、解体された帝国鉱山に変わり、新鉱山開発株式会社が継承し、その後の日本の復興と経済発展に貢献しつつ、規模を拡大していったが、1965年（昭和40年）に新たな鉱脈の発見の見込みが無いとされ、閉山となった。